# Mallsoft
Mallsoft (також відомий як mallwave) — піджанр vaporwave, зосереджений навколо торгових центрів.

## Огляд

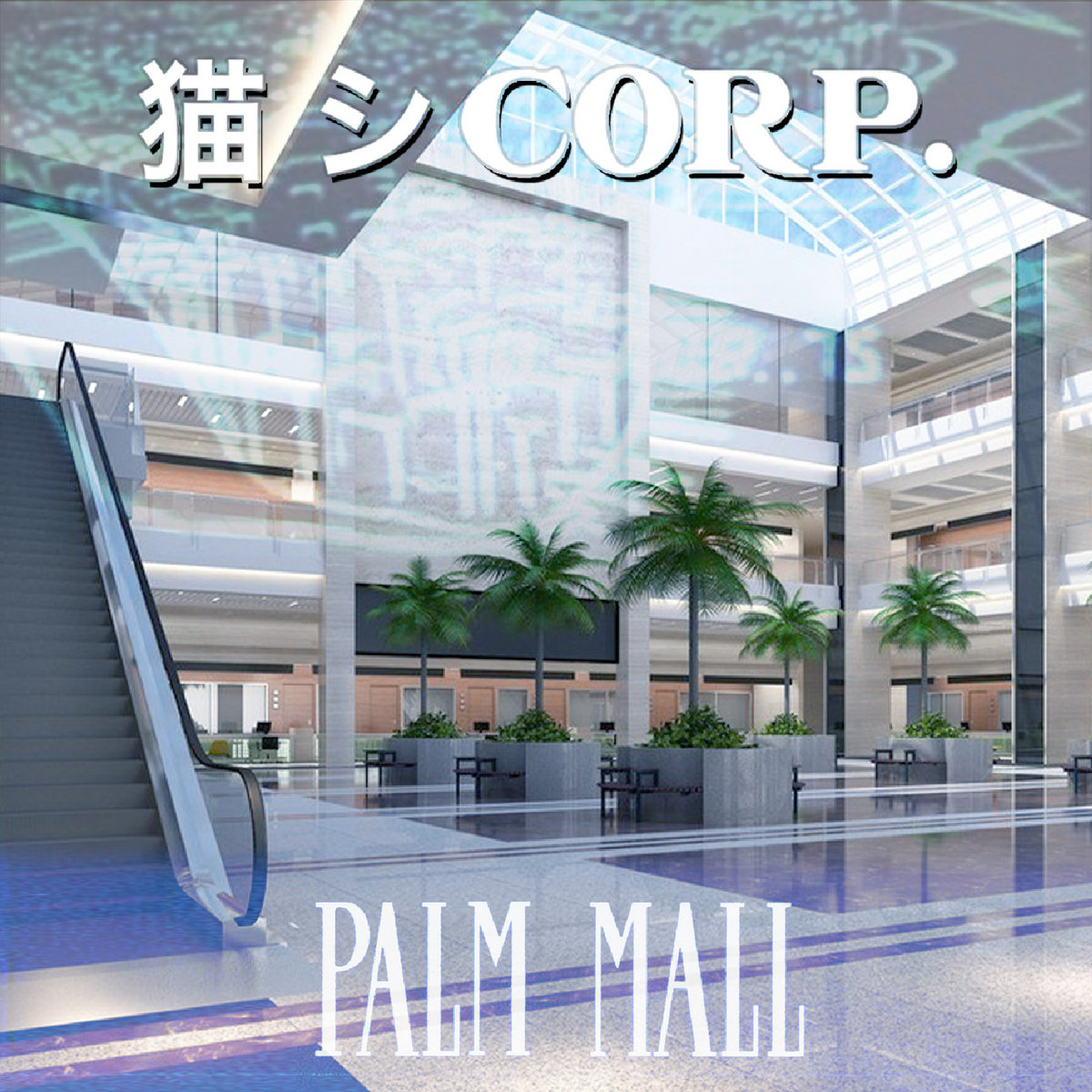
Обкладинка альбому Palm Mall від Cat System Corp. Подібні ілюстрації часто використовуються як обкладинка для музики mallsoft.

Часто заснований на корпоративній лаунж-музиці, mallsoft призначений для створення образів торгових центрів, продуктових магазинів, вестибюлів та інших місць громадської торгівлі. Артисти Mallsoft зазвичай викликають ностальгічні спогади про ці заклади роздрібної торгівлі, навіть у тих, хто не бачив їх на власні очі, слухаючи легку музику, боса-нову та smooth jazz.  У цьому жанрі також часто намагаються прокоментувати споживацтво та корпоративний капіталізм. Значну частину задоволення слухачі отримують від ностальгії та «задоволення від спогадів заради самого процесу спогадів».

## Характеристики
Деякі виконавці просто уповільнюють і повторюють існуючі поп-пісні 1980-х, щоб вони звучали так, ніби вони лунають із динаміків у порожньому чи покинутому торговому центрі. Реверберація та спотворення часто накладаються поверх доріжок, щоб створити відчуття ізоляції та дезорієнтації. Відео на YouTube часто поєднують композиції mallsoft із зображеннями торгових центрів з акцентом на вибраних зображеннях, які, як здається, були зняті з 1980-х і 1990-х років. Візуальні ефекти часто створюються для того, щоб викликати відчуття самотності разом із холодною природою блукання через надмірно корпоративне меркантильне середовище.

## Сприйняття
Музичний журналіст Саймон Чендлер описав альбом Palm Mall 2014 року нідерландського виконавця Cat System Corp. як «можливо, остаточний альбом Mallsoft».

## Дивись також
- Ембієнт
- Архітектура постмодерну
- Vaporwave